# Chiến thắng của Candelaria

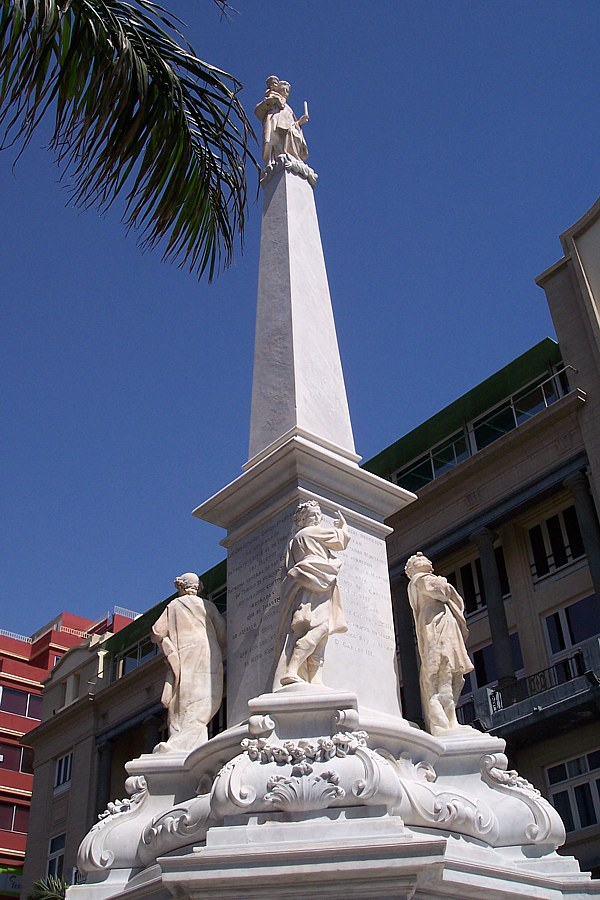
Chiến thắng của Candelaria

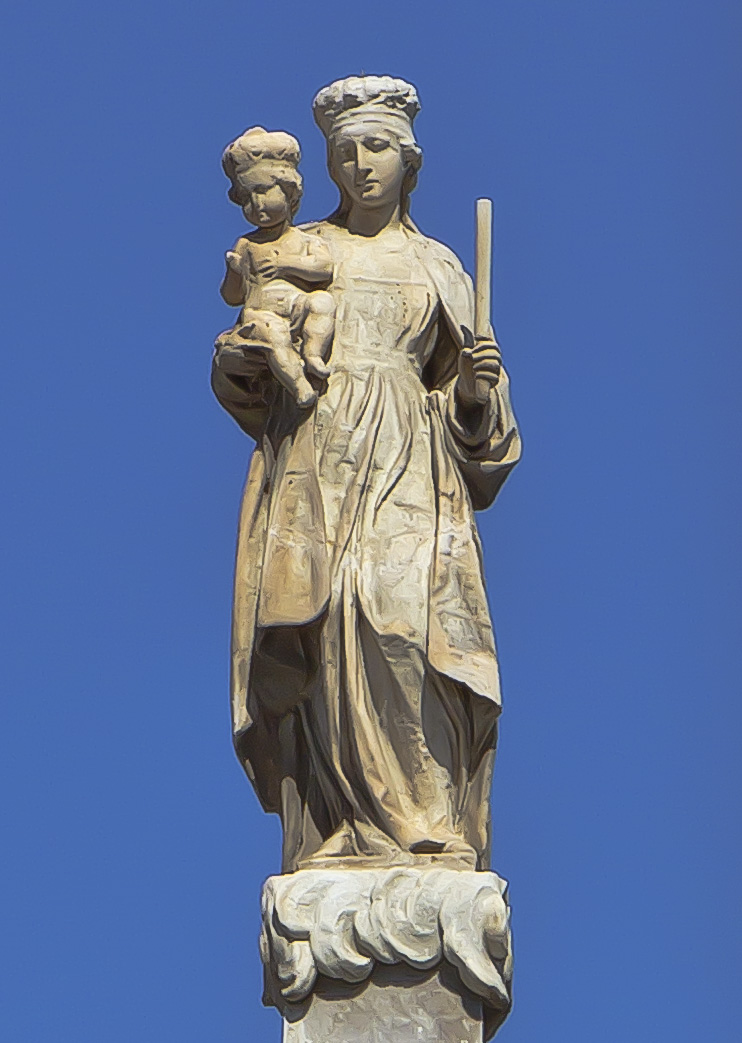
Đức Mẹ Candelaria

Chiến thắng của Candelaria (tiếng Tây Ban Nha: Triunfo de la Candelaria), còn gọi Bút tháp Candelaria (Obelisco de la Candelaria), là một trong những đài tưởng niệm chính của thành phố Santa Cruz de Tenerife trên đảo Tenerife, quần đảo Canaria, Tây Ban Nha. Tháp này được Bartolomé Montañez tặng cho thành phố để bổ sung một thập giá cũng làm bằng đá hoa do ông ấy đã tặng vài năm trước khi Quảng trường Pila được trang trí xong. Tháp được gọi tên theo một suối từ đầu thế kỷ 18 cung cấp nước uống cho dân thành phố và các tàu thủy neo tại cảng, ngày nay gọi là Quảng trường Candelaria.
Tượng đài do Pasquale Bocciardo khắc từ đá hoa tại Genova (Ý) vào năm 1768. Nó được khánh thành vào tháng 12 năm sau. Đài được hiến dâng cho Đức Mẹ Candelaria, tức thánh bảo trợ quần đảo Canaria. Nó tưởng niệm sự kiện Đức Mẹ hiện ra và sự Thiên Chúa hóa của các tiểu quốc vương Mencey của thổ dân Guanche. Một bức tượng Đức Mẹ đứng ở trên đài. Bên dưới, ở bốn góc có bốn tượng người Guanche canh gác Đức Mẹ. Đài được khắc theo kiểu tân cổ điển, tuy nhiên bức tượng Đức Mẹ có nét Gothic. Đài 4 mét (13 ft) cao tổng thể.